# Rajarhat Gopalpur

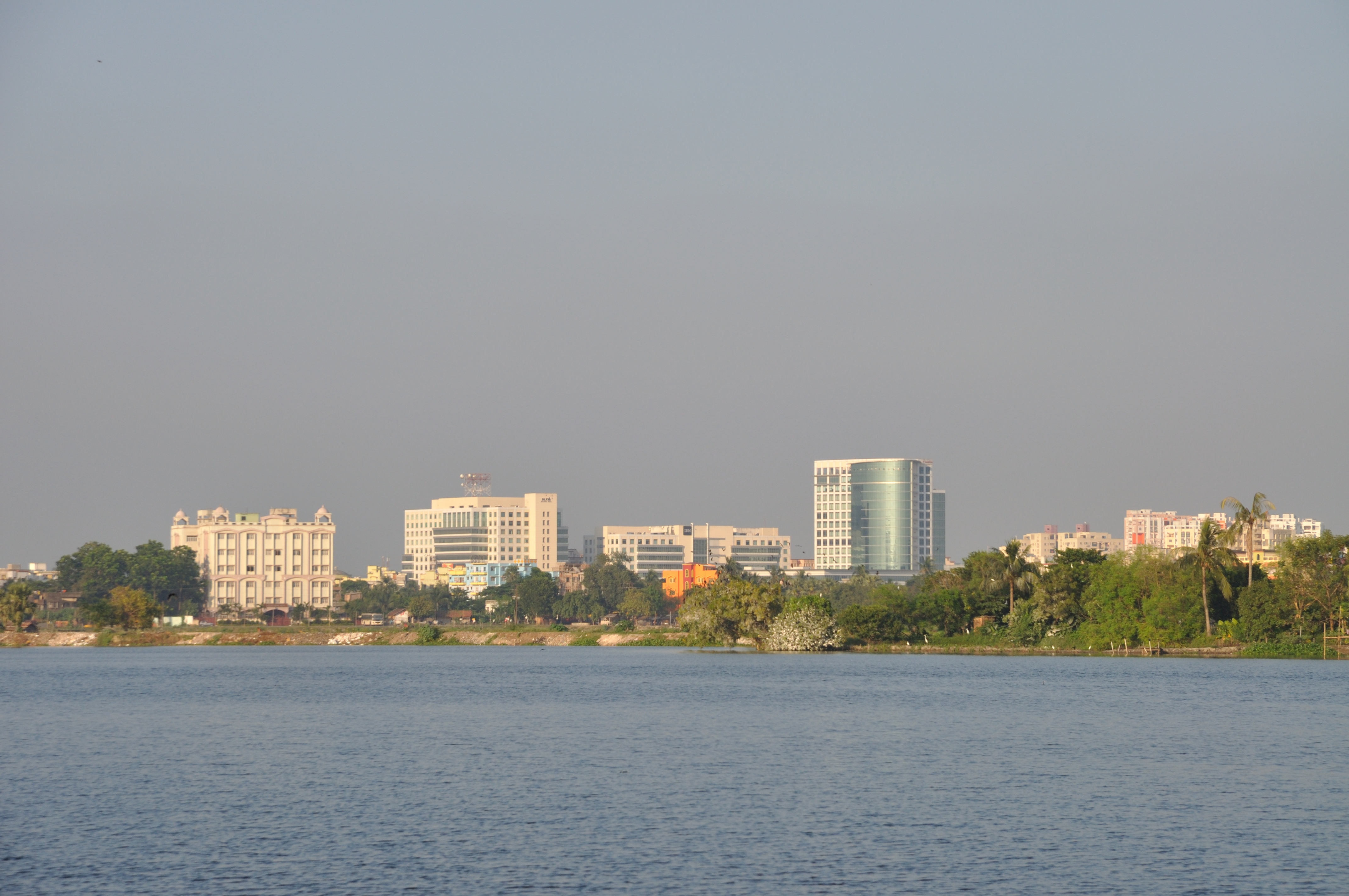
Blick auf die Stadt

Rajarhat Gopalpur (Bengalisch: রাজারহাট গোপালপুর), auch Rajarhat, war eine Stadt im indischen Bundesstaat Westbengalen mit rund 402.844 Einwohnern (Volkszählung 2011). Die Stadt ist seit 2015 Teil der Municipal Corporation Bidhannagar. Sie gehört zum Distrikt Uttar 24 Pargana und ist Teil der Metropolregion Kalkutta mit über 14 Millionen Einwohnern.

## Bevölkerung
Der starke Anstieg der städtischen Bevölkerungszahlen beruht im Wesentlichen auf der Zuwanderung von Familien aus ländlichen Regionen. Aufgrund der günstigen Lage der Stadt in der Nähe von Kalkutta betrug das jährliche Bevölkerungswachstum zwischen 2001 und 2011 knapp 4 Prozent.
| Jahr      | 1991    | 2001    | 2011    |
| Einwohner | 159.965 | 271.811 | 402.844 |

Rajarhat Gopalpur hat ein Geschlechterverhältnis von 976 Frauen pro 1000 Männer und damit einen für Indien häufigen Männerüberschuss. Die Stadt hatte 2011 eine Alphabetisierungsrate von 89,69 % (Männer: 92,15 %, Frauen: 87,18 %). Die Alphabetisierung liegt damit weit über dem nationalen Durchschnitt und dem von Westbengalen. Knapp 84,1 % der Bevölkerung sind Hindus, ca. 14,9 % sind Muslime, ca. 0,4 % sind Christen, je ca. 0,1 % sind Jainas, Sikhs und Buddhisten und ca. 0,2 % gaben keine Religionszugehörigkeit an oder praktizierten andere Religionen. 8,9 % der Bevölkerung sind Kinder unter 6 Jahre. Knapp 20,6 % der Bevölkerung leben in Slums oder Elendsvierteln.